# Eimskip
Eimskip Ehf. ist die älteste und größte isländische Reederei. Sie betreibt mit einer Flotte von Schiffen für den Transport von Containern und Kühlladung Liniendienste nach Europa, Skandinavien, Kanada und in die Vereinigten Staaten. Weitere Geschäftsbereiche sind der Bau und die die Bemannung der Schiffe, der Landtransport, die Stauerei und Lagerei.

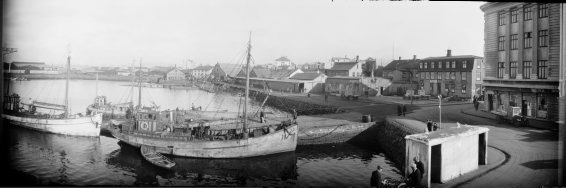
Hafen von Reykjavík mit der Eimskip-Verwaltung (ganz rechts)

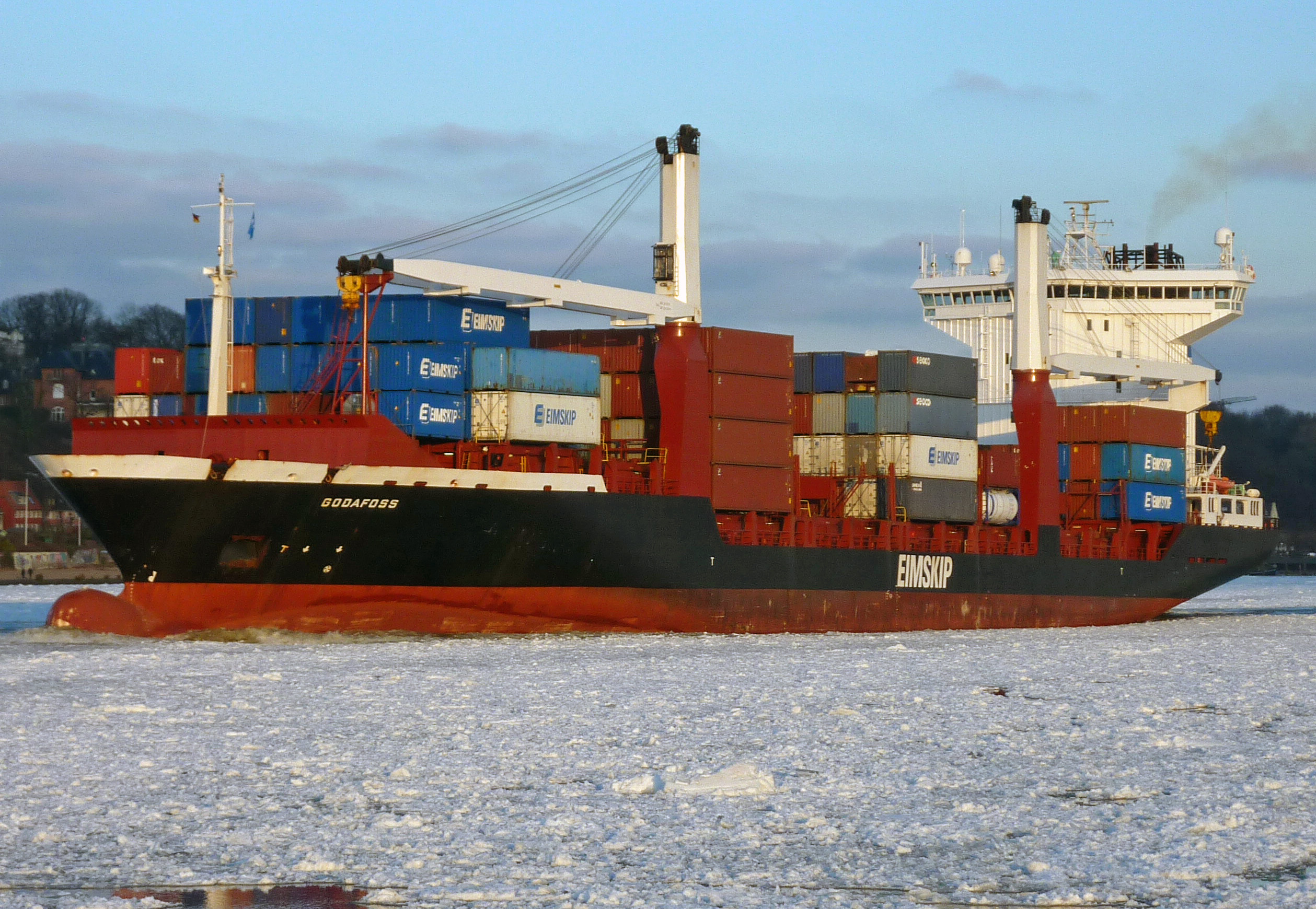
Containerschiff Goðafoss 2012 in Hamburg

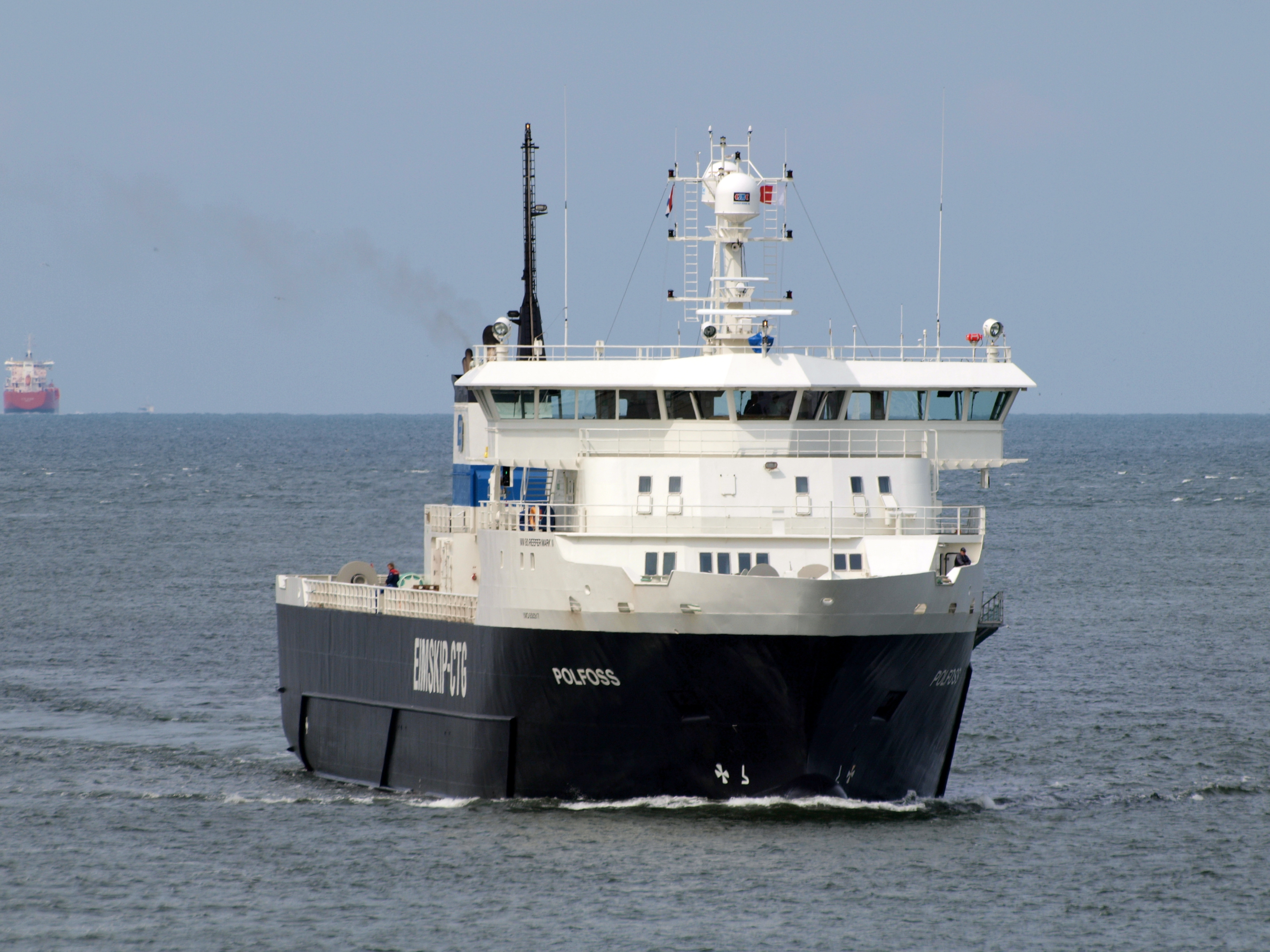
Eimskip-Kühlschiff Polfoss

## Einzelheiten
Gegründet wurde die Reederei Eimskipafélag Íslands (deutsch: Isländische Dampfschifffahrtsgesellschaft) im Januar 1914. Das Unternehmen übernahm 1915 seine ersten beiden Schiffe. Bereits im Jahr darauf erlitt die junge Reederei durch die Strandung der Goðafoss ihren ersten Schiffsverlust. In den Jahren des Ersten Weltkriegs stellte Eimskip seine Liniendienste zwischen Island und Europa weitestgehend ein und fuhr stattdessen nach Nordamerika. 1926 wurde mit der Brúarfoss das erste Kühlschiff in Fahrt gebracht. Nach Ausbruch des Zweiten Weltkriegs ersetzte die Reederei seine Liniendienste nach Europa erneut durch solche nach Amerika. Die Eimskip-Schiffe Goðafoss und Dettifoss gingen 1944 und 1945 ebenso durch Kriegshandlungen verloren wie vier gecharterte Einheiten.
In der Nachkriegszeit wurde die unterbrochenen Dienste in Europa fortgeführt und 1950 mit der Gullfoss das erste Passagierschiff übernommen. Die folgenden Jahrzehnte waren von einer stetigen Erweiterung der Dienste, der Öffnung neuer Niederlassungen und dem Ausbau der landseitigen Einrichtungen geprägt. Ab 1969 begann Eimskip mit dem Aluminiumexport vom Aluminiumwerk Straumsvík nach Großbritannien. Im Jahr darauf eröffnete das Unternehmen eine Reiseagentur und begann mit der Umstellung seiner Verwaltung auf elektronische Datenverarbeitung.
In den 1990er Jahren baute Eimskip den Kühlladungsbereich aus, übernahm die Stauerei Tollvörugeymslan und verschmolz das Unternehmen mit dem Transportunternehmen Jes Zimsen zu TVG-Zimsen. 2003 verlegte Eimskip seine in den 1920er Jahren in der Altstadt von Reykjavík erbaute Verwaltung in einen Neubau in Sundahöfn. In den 2000er Jahren setzte Eimskip seine Expansion mit der Eröffnung weiterer Niederlassungen bis hin nach China fort und übernahm die norwegische Reederei CTG Shipping sowie die faröische Reederei Faroe Ship, bevor es seinerseits 2005 von der Avion Group übernommen wurde. 2006 übernahm Eimskip zunächst die litauische Reederei Kursiu Linija und 65 % der finnischen Reederei Containerships. Darüber hinaus wurden 2006 und 2007 weitere Kühlladungsgeschäfte in Europa und den USA übernommen. Im Jahr 2008 begann eine Restrukturierung des Unternehmens, in dessen Verlauf zahlreiche Geschäftsbereiche wieder abgegeben wurden, die nicht direkt mit dem Transportgeschäft zusammenhingen – daneben auch die Mehrheitsbeteiligung an Containerships. Nach dem Abschluss der Restrukturierung wurde Eimskip 2009 mehrheitlich von ausländischen Investoren The Yucaipa Companies und Landsbanki übernommen und weitergeführt.
Heute ist die Reedereigruppe unter der Dachgesellschaft Hf. Eimskipafélag Íslands angeordnet und hat ihrerseits folgende Tochterunternehmen:
- Eimskip Norway, früher Eimskip-CTG, in Norwegen wurde 2005 eingegliedert und betreibt vorwiegend Kühlschifffahrt.
- Faroe Ship, früher Skipafelagið Føroyar, auf den Färöer wurde 2004 eingegliedert und betreibt die Färöer-Dienste.
- Eimskip Flytjandi wickelt Landtransporte und Postdienste auf Island ab.
- TVG-Zimsen wurde 1996 eingegliedert und betreibt Logistikdienste.
- Fährbetrieb der Herjólfur zwischen Landeyjahöfn und den Westmännerinseln. (bis Ende März 2019)[1]

## Flotte (Auswahl)
| Eimskip-Schiffe               | Eimskip-Schiffe     | Eimskip-Schiffe                                                        | Eimskip-Schiffe | Eimskip-Schiffe    | Eimskip-Schiffe                                    | Eimskip-Schiffe |
| Bauname                       | Schiffsart          | Bauwerft/ Baunummer                                                    | IMO-Nummer      | Ablieferung        | Auftraggeber                                       | Umbenennungen und Verbleib |
| ----------------------------- | ------------------- | ---------------------------------------------------------------------- | --------------- | ------------------ | -------------------------------------------------- | --- |
| Gullfoss                      | Stückgutdampfer     | Kjøbenhavns Flydedok & Skibsværft, Kopenhagen/                         | keine           | 1915               | Sveinn Björnsson Eimskip, Reykjavík                | 1940 in Kopenhagen von Deutschland übernommen, 1945 von der Schiffsversicherung an die Reederei Skipafélag Foroyja verkauft, Tjaldur, 1953 Gamla Tjaldur, ab 6. Oktober 1953 bei W. Ritscher in Hamburg verschrottet. |
| Goðafoss                      | Stückgutdampfer     | Kjøbenhavns Flydedok & Skibsværft, Kopenhagen/125                      | keine           | 1915               | Eimskip, Reykjavík                                 | Am 3. November 1916 auf einer Reise von Reykjavík nach Leeds bei Straumnes gestrandet, Totalverlust. |
| Profit                        | Stückgutdampfer     | Nylands mekaniske verksted, Kristiania/146                             | keine           | 4. Juni 1904       | Dampskibsselskab Profit (Hans Kiær & Co.), Drammen | 1917 als Lagarfoss zu S. Björnsson/Eimskip, 13. April 1949 zum Abbruch in Kopenhagen eingetroffen. |
| Goðafoss                      | Stückgutdampfer     | Frederikshavns Værft & Flydedok, Frederikshavn/                        | keine           | Juli 1921          | Eimskip, Reykjavík                                 | Am 10. November 1944 durch U-300 vor Garðskagi auf Position 66°08'N; 022°45'W torpediert, gesunken, 25 Todesopfer und 19 Überlebende. |
| Brúarfoss                     | Stückgutdampfer     | Kjøbenhavns Flydedok & Skibsværft, Kopenhagen/181                      | 5292397         | 12. März 1927      | Eimskip, Reykjavík                                 | Vom 26. Januar 1944 bis 6. März 1946 an das Ministry of War Transport verchartert (Management durch Chr. Salvesen & Co.), 1957 verkauft Freezer Queen, ab Oktober 1958 in Buenos Aires aufgelegt, 1960 Reina del Frio, ab 20. November 1960 in Rosario aufgelegt, am 17. Dezember 1962 Aufbauten durch Feuer beschädigt, Abbruch in den frühen 1970er Jahren, 1986 im Register gelöscht. |
| Villemoes                     | Stückgutdampfer     | Porsgrunds Mekaniske Verksted, Porsgrund/                              | keine           | 1914               | Dampskibsselskab Jyden (J. Villemoes), Esbjerg     | 1928 als Selfoss zu Eimskip, 1956 in Belgien verschrottet. |
| Dettifoss                     | Stückgutdampfer     | Frederikshavns Værft & Flydedok, Frederikshavn/190                     | keine           | 17. September 1930 | Eimskip, Reykjavík                                 | Am 21. Februar 1945 durch U-1064 in der Irischen See auf Position 55°03'N; 005°29'W torpediert, gesunken. |
| Merwede                       | Stückgutdampfer     | Haarlemsche Scheepsbouw Maatschappij, Haarlem/                         | 5263346         | 1919               | P. A. van Es & Co., Rotterdam                      | während des Baus verkauft an die Hollandsche Stoomboot Maatschappij, Amsterdam und als Amstelstroom vom Stapel gelaufen, 1941 als Fjallfoss zu Eimskip, 1951 Sidera, 1957 Ommalgora, 1968 Star of Taif, 1971 gestrandet, Wrack 1978 versenkt. |
| Manchioneal                   | Stückgutdampfer     | Burmeister & Wain’s Maskin- og Skibsbyggeri, Kopenhagen/               | keine           | Februar 1911       | O. & A. Irgens, Bergen                             | 1934 Katla, 1945 als Reykjafoss zu Eimskip, 1949 Nazar, 1955 Cerrahzade, ab September 1967 durch Avram Kohen ve Ortaklari, Hasköy in Istanbul verschrottet. |
| Coastal Courser               | Kühlschiff          | Consolidated Steel Corporation, Orange/                                | 5369085         | 1945               | United States Maritime Commission                  | 1948 als Tröllafoss zu Eimskip, 1964 verkauft Seoul, am 29. August 1973 vor Inchon am Anker vertrieben und gestrandet, Totalverlust. |
| Dettifoss                     | Stückgutschiff      | Burmeister & Wain’s Maskin- og Skibsbyggeri, Kopenhagen/690            | 5089245         | 1949               | Eimskip, Reykjavík                                 | 1969 verkauft Don Sulpicio, 1976 Don Carlos Gothong , am 12. Oktober 1978 im Hafen Cebu gekentert, Totalverlust. |
| Lagarfoss                     | Stückgutschiff      | Burmeister & Wain’s Maskin- og Skibsbyggeri, Kopenhagen/693            | 5202043         | Mai 1949           | Eimskip, Reykjavík                                 | 1977 verkauft East Cape, 1980 Hoe Aik, 2002 im Register gelöscht. |
| Gullfoss                      | Kombischiff         | Burmeister & Wain’s Maskin- og Skibsbyggeri, Kopenhagen/702            | 5138046         | Mai 1950           | Eimskip, Reykjavík                                 | 1973 verkauft Mecca, am 18. Dezember 1977 auf einer Reise von Jeddah nach Port Sudan in Brand geraten und am 20. Dezember auf Position 21°18'N; 039°06'E gesunken. |
| Gemito                        | Stückgutschiff      | Franco Tosi, Tarent/-                                                  | 5293652         | 1947               | Achille Lauro, Neapel                              | 1951 zu Eimskip Reykjafoss, 1965 verkauft Greta, 1969 Annoula, 1973 Anna, im Dezember 1980 zum Abbruch bei Mustan Taler Bhai in Bombay eingetroffen, dort ab Mai 1981 verschrottet. |
| Goðafoss                      | Stückgutschiff      | Burmeister & Wain’s Maskin- og Skibsbyggeri, Kopenhagen/689            | 5132690         | 1948               | Eimskip, Reykjavík                                 | 1968 verkauft Arimathian, 1970 Krios, am 24. Januar 1971 gekentert, Totalverlust. |
| Tungufoss                     | Stückgutschiff      | Burmeister & Wain’s Maskin- og Skibsbyggeri, Kopenhagen/717            | 5370797         | 1953               | Eimskip, Reykjavík                                 | 1974 verkauft Al Medina, am 3. Juni 1976 auf Grund gelaufen, Totalverlust. |
| Fjallfoss                     | Stückgutschiff      | Burmeister & Wain’s Maskin- og Skibsbyggeri, Kopenhagen/-              | 5115795         | 1954               | Eimskip, Reykjavík                                 | 1977 verkauft Casciotis, 1981 Psathi, 1989 Vefa, 1990 Sea Friends, 1994 God´s Grace, 2001 im Register gelöscht. |
| Selfoss                       | Stückgutschiff      | Ålborg Værft, Aalborg/-                                                | 5319705         | 1958               | Eimskip, Reykjavík                                 | 1982 verkauft Elfo, Verbleib unbekannt |
| Brúarfoss                     | Stückgutschiff      | Ålborg Værft, Aalborg/-                                                | 5053973         | 1960               | Eimskip, Reykjavík                                 | 1984 verkauft, Horizon, 1986 Willem Reefer, 1986 Triton Trader, 1988 Global Trader, am 15. Dezember 1987 auf einer Reise von New London nach Ashdod mit verrutschter Ladung 300 Seemeilen vor Halifax aufgegeben, am 24. Dezember mit 30° Schlagseite nach Shelburne eingebracht, 1988 Global Trader, 1989 nach Sydney geschleppt, am 18. August 1990 zum Abrruch in Alang eingetroffen. |
| Ketty Danielsen               | Stückgutschiff      | Ferus Smit, Foxhol/127                                                 | 5218858         | 1959               | Rederiet Otto Danielsen, Hellerup                  | 1963 zu Eimskip Mánafoss, 1969 verkauft Spartan, 1974 Sky Faith, am 13. April 1980 auf einer Reise von Sagunto nach Antwerpen mit Stahlrollen auf Position 43,40°N; 007,21°W gesunken. |
| Mille Heering                 | Stückgutschiff      | Århus Flydedok & Maskinkompagni, Aarhus/104                            | 5410365         | 3. Oktober 1958    | Cherry Heering Line, Kopenhagen                    | 1963 als Bakkafoss zu Eimskip, 1974 verkauft Five Flowers, ab 30. April 1984 bei Khalil & Sons in Chittagong verschrottet. |
| Skógafoss                     | Stückgutschiff      | Ålborg Værft, Aalborg/-                                                | 6509149         | 1965               | Eimskip, Reykjavík                                 | 1980 verkauft Lefkas, 1987 St. Nicholas, 1988 Danube, 1989 MERCS Kumana, ? |
| Reykjafoss                    | Stückgutschiff      | Ålborg Værft, Aalborg/-                                                | 6516520         | 1965               | Eimskip, Reykjavík                                 | 1980 verkauft Gavilan, 1988 Agapi, 1989 Neo Fos, 1991 MERCS Komari, ? |
| Steendiek                     | Stückgutschiff      | Schiffswerft August Pahl, Hamburg/314                                  | 5427502         | November 1957      | Rudolf Pahl (Johs. Thode), Hamburg                 | 1963 Hvitanes, 1964 Vatnajökull, 1969 als Laxfoss zu Eimskip, 1976 verkauft Sunlink, 1977 Aetos, 1981 Sadaroza, 1985 Faisal I, am 19. Dezember 1986 vor Muhammad Bin Qasim in Brand geraten und ab 1. März 1987 durch Al-Hamza Shipbreaking Company in Gadani verschrottet. |
| Echo                          | Kühlschiff          | Scheepswerf 'De Hoop', Lobith/242                                      | 5096602         | 1961               | Maatschappij Vriesvaart (Hudig & Veder), Rotterdam | 1969 als Ljósafoss zu Eimskip, 1972 verkauft Pêcheur Breton, am 1. Juli 1994 auf der Reise zum Abbruch in Indien bei Galbokka auf Position 06°51’N; 079°48’O gesunken. |
| Goðafoss                      | Stückgutschiff      | Ålborg Værft, Aalborg/-                                                | 7012612         | 1970               | Eimskip, Reykjavík                                 | 1989 verkauft Atlantic Frost, 1991 Sea Reefer, am 22. August 1992 nach Bruch der Ankerkette im Schlechtwetter vor Peterhead gestrandet (Position: 57°30'N; 001°46'W), später in Situ verschrottet. |
| Dettifoss                     | Stückgutschiff      | Ålborg Værft, Aalborg/-                                                | 7028532         | 1970               | Eimskip, Reykjavík                                 | 1989 verkauft Nan Xi Jiang, am 27. Februar 2012 im Register gelöscht. |
| Mánafoss                      | Stückgutschiff      | Ålborg Værft, Aalborg/-                                                | 7053501         | 1971               | Eimskip, Reykjavík                                 | 1986 verkauft Ile de Lumiere II, 1987 Alberuni, 1988 Hong Hwa, 1995 Myo Hyang 5, 1995 Bison, 2000 Green, 2001 Jat Na Mu, 2004 Ryong Am Po, Totalverlust. |
| Veritas                       | Stückgutschiff      | Kramer & Booy, Koostertille/-                                          | 6703484         | Februar 1967       | Partenreederei Veritas (Hans Trüper), Bremen       | 1972 als Múlafoss zu Eimskip, 1984 verkauft Appolonia XI, 1984 Maria T., 1988 Tania P., 1989 Nefeli, am 6. Januar 1993 16 Seemeilen vor Preveza gesunken. |
| Securitas                     | Stückgutschiff      | Scheepswerf Friesland, Lemmer/-                                        | 6711429         | 1967               | Partenreederei M.S. Securitas (Hans Trüper), Brake | 1972 als Írafoss zu Eimskip, 1985 verkauft Olimbos, 1987 Olimpos, 1988 Thanassakis, 1989 Thanus, 1993 Sejati Pratama, ? |
| Brúarfoss                     | Containerschiff     | Stocznia Szczecińska Nowa/-                                            | 9117193         | 1996               | Eimskip, Reykjavík                                 | 2000 verkauft, Melbridge Bilbao, 2003 MB Canada, 2004 Aliança Patagonia, 2006 Irène, 2012 Florentia, 2013 Inle Star, Lea, 2017 Abbruch in Alang |
| Grete Sif                     | Containerschiff     | Ørskov Christensens Staalskibsværft, Frederikshavn/184                 | 8914568         | 28. Februar 1992   | Knud I. Larsen/KIL Shipping, Kopenhagen            | 1991 Maersk Forto, 1992 in Fahrt gesetzt als Maersk Euro Quarto, als Brúarfoss 2001 zu Eimskip, Span Asia 31 (2017) → so in Fahrt. |
| Kirsten Sif                   | Containerschiff     | Ørskov Christensens Staalskibsværft, Frederikshavn/-                   | 9086796         | 1995               | Knud I. Larsen/KIL Shipping, Kopenhagen            | 1995 TRSL Concord, 1997 Maersk Quito, 2000 als Godafoss zu Eimskip, 2020 Abbruch in Alang. |
| Helene Sif                    | Containerschiff     | Ørskov Christensens Staalskibsværft, Frederikshavn/-                   | 9086801         | 1997               | Knud I. Larsen/KIL Shipping, Kopenhagen            | 1995 TRSL Tenacious, 1997 Maersk Durban, 1997 Maersk Santiago, 2000 als Dettifoss zu Eimskip, Laxfoss (2019), 2020 Abbruch in Alang. |
| Lone Sif                      | Containerschiff     | Ørskov Christensens Staalskibsværft, Frederikshavn/153                 | 9086796         | 1995               | Knud I. Larsen/KIL Shipping, Kopenhagen            | 1995 TRSL Concord, 1997 Maersk Quito, 2000 als Goðafosszu Eimskip, 2020 Abbruch in Alang. |
| Herjólfur                     | RoPax-Schiff        | Sigbjørn Iversen Skipsbyggeri, Flekkefjord/77                          | 9036088         | 1992               | Herjolfur H/f, Vestmannaeyjar                      | 2005 zu Eimskip, so in Fahrt. |
| Holmfoss                      | Paletten-Kühlschiff | Kherson Shipyard, Kherson/51 & Myklebust Verft, Gursken/50             | 9359662         | 2007               | Eimskip, Reykjavík                                 | So in Fahrt. |
| Lagarfoss                     | Containerschiff     | Rongsheng Shenfei Shipbuilding/SF311                                   | 9641314         | 2014               | Eimskip, Reykjavík                                 | So in Fahrt. |
| Ice Crystal                   | Kühlschiff          | Århus Flydedok og Maskinbyggeri, Aarhus/194                            | 8915536         | 1991               | Cooperating Reefers, Kopenhagen                    | 1992 San Carlos Crystal, 1993 Ice Crystal, 2014 als Langfoss zu Eimskip, so in Fahrt. |
| Futura                        | Küstenmotorschiff   | Bijlsma & Zonen, Wartena/674                                           | 9133537         | 14. Dezember 1995  | Pot Scheepvaart, Delfzijl                          | 1996 Sea Maas, 1999 Futura, 2005 Sea Maas, 2005 Stroombank, 2005 als Laxfoss zu Eimskip, so in Fahrt. |
| Polfoss                       | Paletten-Kühlschiff | Kherson Shipyard, Kherson/44 & Myklebust Verft, Gursken/51             | 9393917         | 30. April 2008     | Pol Line/Eimskip, Reykjavík                        | So in Fahrt. |
| Westersingel                  | Containerschiff     | Cassens-Werft, Emden/-                                                 | 9202077         | 1999               | Reederei Hermann Buss, Leer                        | 2000 X-Press Italia, 2001 Westersingel, 2003 MSC Bosphorus, 2004 Western, 2005 Westersingel, 2005 als Reykjafoss in Eimskip-Charter, so in Fahrt. |
| Hanne Sif                     | Containerschiff     | Ørskov Christensens Staalskibsværft, Frederikshavn/-                   | 8914556         | 1991               | Knud I. Larsen/KIL Shipping, Kopenhagen            | In Fahrt als Maersk Euro Tertio, 1994 Hanne Sif, 1995 Vento Di Ponente, 1996 Elisabeth Delmas, 1996 Hanne Sif, 1999 als Selfoss zu Eimskip, so in Fahrt. |
| Ice Bird                      | Containerschiff     | Sainty Yangzhou Shipbuilding, Yangzhou/-                               | 9375252         | 2007               | Reederei Bockstiegel, Emden                        | als Skogafoss in Eimskip-Charter, so in Fahrt. |
| Ice Star                      | Kühlschiff          | Århus Flydedok og Maskinbyggeri, Aarhus/196                            | 8911504         | 1990               | Cooperating Reefers, Kopenhagen                    | 2014 als Stigfoss zu Eimskip, so in Fahrt. |
| Kristian With                 | Paletten-Kühlschiff | Stocznia Marynarki Wojennej, Gdynia & Vaagland Båtbyggeri, Vågland/136 | 9323089         | 11. November 2005  | Eimskip-CTG, Sortland                              | 2005 als Svartfoss zu Eimskip, so in Fahrt. |
| Ice Clipper                   | Kühlschiff          | Århus Flydedok og Maskinbyggeri, Aarhus/193                            | 8915524         | 1990               | Cooperating Reefers, Kopenhagen                    | 1992 San Carlos Pride, 1993 Ice Bird, 2014 als Vidfoss zu Eimskip, so in Fahrt. |
| Lloyd’s Register, heimsnet.is |                     |                                                                        |                 |                    |                                                    | |